# Толстоклювые кардиналы
Толстоклювые кардиналы (лат. Caryothraustes) — род птиц из семейства кардиналовых (Cardinalidae), представители рода распространены в Центральной и Южной Америке. Родовое название сочетает в себе др.-греч. κάρυον – «орех» и др.-греч. θραύστου – «дробилка».
В состав рода включают два вида:
| Изображение | Научное название           | Русское название                  | Распространение                                                             |
| ----------- | -------------------------- | --------------------------------- | --------------------------------------------------------------------------- |
|             | Caryothraustes canadensis  | Желтобрюхий толстоклювый кардинал | Бразилия, Колумбия, Французская Гвиана, Гайана, Панама, Суринам и Венесуэла |
|             | Caryothraustes poliogaster |                                   | Центральная Америка                                                         |